# Phyllonorycter occitanica
Phyllonorycter occitanica là một loài bướm đêm thuộc họ Gracillariidae. Nó được tìm thấy ở Hoa Kỳ (Texas).
Ấu trùng ăn Ulmus species, bao gồm Ulmus fulva và Ulmus rubra. Chúng ăn lá nơi chúng làm tổ.